# إيفان لوبيز مندوزا
إيفان لوبيز مندوزا (بالإسبانية: Iván López Mendoza)‏ (23 أغسطس 1993 ببلنسية في إسبانيا - ) هو لاعب كرة قدم إسباني في مركز الدفاع. شارك مع منتخب إسبانيا تحت 19 سنة لكرة القدم ومنتخب إسبانيا تحت 20 سنة لكرة القدم. أما مع النوادي، فقد لعب مع نادي جيرونا ونادي ليفانتي وAtlético Levante UD ‏.

## وصلات خارجية
- إيفان لوبيز مندوزا على موقع قاعدة بيانات كرة القدم.إي يو (الإنجليزية)
- إيفان لوبيز مندوزا على موقع Soccerbase.com (لاعب) (الإنجليزية)
- إيفان لوبيز مندوزا على موقع Soccerway.com (الإنجليزية)
- إيفان لوبيز مندوزا على موقع AS.com (الإسبانية)